# Liechtensteins kommuner
Fyrstendømmet Liechtenstein er inddelt i elleve kommuner (Gemeinden – ental Gemeinde), der som oftest kun indeholder én by, som lægger navn til den pågældende kommune. Fem af kommunerne er underlagt valgdistriktet Unterland (nedreland), mens resten er underlagt Oberland (øvreland).
- Balzers – i den sydlige del af landet, inkluderer også byen Mäls
- Eschen – i nord, inkluderer byen Nendeln
- Gamprin – ved Rhinen, lige vest for Eschen, inkluderer byen Bendern
- Mauren – i nord, tæt på Eschen, inkluderer Schaanwald
- Planken – mindste kommune, i det nordlige Centralliechtenstein
- Ruggell – ved Rhinen, den nordligste kommune i Liechtenstein
- Schaan – den mest befolkede kommune, lige nord for Vaduz
- Schellenberg – i nord
- Triesen – ved Rhinen, lige syd for Vaduz
- Triesenberg – mellem Vaduz og Triesen, inkluderer byerne Steg, Samina og Malbun
- Vaduz – hovedstaden, beliggende i midten af landet ved Rhinen, den østlige grænse

## Tabel
| Flag                   | Postnummer og navn | Folketal (Dec. 31, 2005) | Areal i km² | Byer                                              |
| ---------------------- | ------------------ | ------------------------ | ----------- | ------------------------------------------------- |
| Valgdistrikt Unterland |                    |                          |             |                                                   |
| Ruggell                | 9491 Ruggell       | 1925                     | 7,4         | Ruggell                                           |
| Schellenberg           | 9488 Schellenberg  | 974                      | 3,5         | Schellenberg                                      |
| Gamprin                | 9487 Gamprin       | 1436                     | 6,1         | Gamprin Bendern                                   |
| Eschen                 | 9492 Eschen        | 4076                     | 10,3        | Eschen Nendeln                                    |
| Mauren                 | 9493 Mauren        | 3649                     | 7,5         | Mauren Schaanwald                                 |
| Valgdistrikt Oberland  |                    |                          |             |                                                   |
| Schaan                 | 9494 Schaan        | 5811                     | 26,8        | Schaan                                            |
| Planken                | 9498 Planken       | 366                      | 5,3         | Planken                                           |
| Vaduz                  | 9490 Vaduz         | 5047                     | 17,3        | Vaduz                                             |
| Triesenberg            | 9497 Triesenberg   | 2542                     | 29,8        | Triesenberg, Masescha, Silum Gaflei, Steg, Malbun |
| Triesen                | 9495 Triesen       | 4643                     | 26,4        | Triesen                                           |
| Balzers                | 9496 Balzers       | 4436                     | 19,6        | Balzers Mäls                                      |
| Liechtenstein          | Liechtenstein      | 34905                    | 160,0       |                                                   |

## Enklaver og eksklaver
Liechtensteins kommuner har på trods af deres små størrelser komplicerede former.
Syv af kommunerne har en eller flere eksklaver foruden hovedterritoriet:
- Balzers: 2 eksklaver
- Eschen: 2 eksklaver
- Gamprin: 1 eksklave
- Planken: 3 eksklaver, 1 enklave
- Schaan: 4 eksklaver, 2 enklaver
- Triesenberg: 1 eksklave (rundt om byen Malbun)
- Vaduz: 5 eksklaver